# Human Immunology
Human Immunology es una revista académica revisada por pares publicada por Elsevier . Esta revista presenta artículos de investigación originales, artículos de revisión y comunicaciones breves sobre temas de inmunogenética, inmunología celular y regulación inmunológica e inmunología clínica , y es la revista de la Sociedad Estadounidense de Histocompatibilidad e Inmunogenética (ASHI).
El factor de impacto de 2021 Thomson Reuters Journal Citation Reports para Inmunología humana es 2,211.
Human Immunology se estableció en 1980 y ha publicado 12 números por año desde 1983. La revista ha tenido cuatro editores en jefe; Bernard Amos fue editor de 1980 a 1996, Nicole Suciu-Foca fue editora de 1997 a 2013, Steven Mack fue editor de 2014 a 2016 y Amy Hahn (Albany Medical College) ha sido editora desde 2016.

## Resumen e indexación
La revista está resumida/indexada en:
- BIOSIS
- Chemical Abstracts Service
- Current Contents
- EMBASE
- Elsevier BIOBASE
- MEDLINE
- Scopus

## Métricas de revista
2022
- Web of Science Group : 2.85
- Índice h de Google Scholar: 97
- Scopus: 2.126